# Середземноморська бокситоносна провінція
Середземномо́рська бокситоно́сна прові́нція — бокситоносна геологічна провінція у Альпійській геосинклінальній області на території Боснії і Герцеговини, Угорщини, Греції, Італії, Туреччини, Франції і Хорватії. Площа 300 тисяч км², близько 200 родовищ. Промислове освоєння родовищ провінції почате в 1879 році у Франції.

## Хімічний склад
Боксити (в основному бемітові) утворюють різні поклади потужністю до 30 м (середні 5—8 м). Вміст Al2O3 в бокситах 42—70% (частіше 50—60%). Загальні запаси 1,6 мільярд тонн. Видобуток руди в основному підземним способом.

## Деякі родовища
- Вар, Франція